# دهه ۱۰۸۰ (میلادی)
دهه ۱۰۸۰ صد و هشتمین دهه تقویم میلادی است.

## درگذشتگان
‎